# PGC 8853
LEDA/PGC 8853 ist eine Spiralgalaxie vom Hubble-Typ Sbc im Sternbild Dreieck am Nordsternhimmel. Sie ist schätzungsweise 388 Millionen Lichtjahre von der Milchstraße entfernt und hat einen Durchmesser von etwa 110.000 Lichtjahren. Vom Sonnensystem aus entfernt sich das Objekt mit einer errechneten Radialgeschwindigkeit von näherungsweise 8.600 Kilometern pro Sekunde.
Im selben Himmelsareal befinden sich unter anderem die Galaxien PGC 8829, PGC 74083, PGC 2039321, PGC 2041389.